# Giuliano Giubilei
Giuliano Giubilei (Perugia, 28 marzo 1953) è un giornalista e politico italiano.

## Biografia
Nato e cresciuto a Perugia, dopo essersi diplomato al Liceo classico "Mariotti" del capoluogo umbro, si è poi laureato in lettere presso la medesima università. È giornalista professionista dal 1977. 
Inizia lavorando al quotidiano Paese Sera come inviato di cronaca e responsabile del servizio nazionale. Nel 1988 entra in RAI lavorando al Tg3, prima nel settore cronaca e poi al servizio politico. Dal 1995 è giornalista parlamentare, mentre dal 1998 è caporedattore del servizio politico. Dal 2001 conduce l'edizione principale delle 19:00 del Tg3, di cui diventa in seguito vicedirettore.
Nel corso degli anni ha condotto numerosi speciali in diretta in occasione di elezioni o di grandi avvenimenti politici o di cronaca. In diverse occasioni ha anche condotto TG3 Linea Notte.
Nel 2008 recita in un cameo nel ruolo di sé stesso in un episodio della seconda stagione della serie televisiva Boris.
È presidente del Festival delle nazioni, una manifestazione internazionale di musica da camera che si svolge ogni anno tra la fine di agosto e l'inizio di settembre a Città di Castello. Per questo impegno ottiene nel 2018  il premio "Una vita da maestro".
Si candida a sindaco di Perugia in vista delle elezioni comunali del 2019 a sostegno di una coalizione di centro-sinistra guidata dal Partito Democratico, venendo però sconfitto al primo turno dal sindaco uscente Andrea Romizi. Nel 2020, annuncia la sua iscrizione al Partito Democratico.